# Liste der Kellergassen in Harmannsdorf (Niederösterreich)
Die Liste der Kellergassen in Harmannsdorf führt die Kellergassen in der niederösterreichischen Gemeinde Harmannsdorf an.
| Foto |                 | Kellergasse                                                | Standort                     | Beschreibung |
| ---- | --------------- | ---------------------------------------------------------- | ---------------------------- | --- |
| BW   | Datei hochladen | Kellergasse (Schloßberg, Kramergasse)                      | KG: Hetzmannsdorf Standort   | Die Kellergasse liegt nordwestlich des Orts im Bereich um die Hausberganlage. Auf einer Gesamtlänge von 200 Metern befinden sich insgesamt 24 Gebäude, davon 23 Keller. Die Keller befinden sich in beidseitig in einem Hohlweg südöstlich vom Hausberg, einseitig an einer Geländekante westlich des Hausbergs, sowie in die Südseite des Hausbergs gegraben. Fast alle Keller sind erneuerungsbedürftig oder verfallen. Die älteste Datierung ist von 1937. |
| BW   | Datei hochladen |                                                            | KG: Hetzmannsdorf Standort   | Die einseitige Einzelkellergasse befindet sich an einer Geländekante nördlich knapp außerhalb der Ortschaft. Sie besteht aus vier Kellern in Schildmauerform. |
| BW   | Datei hochladen | Kellergasse                                                | KG: Kleinrötz Standort       | Die einseitige Einzelkellergasse liegt im westlichen Hintaus in Hanglage bzw. an einer Geländekante. Schmidbaur fand auf einer Länge von 200 Metern 21 Gebäude vor, davon 15 Keller, mehrheitlich in Schildmauerform, und vier neuere Wohngebäude. Die älteste Datierung ist von 1846. |
| BW   | Datei hochladen | Am Hohlweg                                                 | KG: Kleinrötz Standort       | Einseitig in einem Hohlweg östlich des Dorfs befinden sich ein paar Keller. |
|      | Datei hochladen | Am Hang                                                    | KG: Mollmannsdorf            | Die einseitige Einzelkellergasse liegt in Hanglage im Hintaus. Sie besteht aus 30 Gebäuden auf 400 Metern Länge, darunter 26 Keller. Die Keller sind überwiegend in Schildmauerform und erneuerungsbedürftig oder verfallen. |
| BW   | Datei hochladen | Trift                                                      | KG: Obergänserndorf Standort | Die beidseitige Einzelkellergasse befindet sich in einem breiten Graben westlich außerhalb der Ortschaft. Auf 200 Metern Länge umfasst sie 17 Keller, teils traufständig, teils in Schildmauerform, und mehrheitlich erneuerungsbedürftig. Die älteste Datierung ist von 1890. |
| BW   | Datei hochladen | Hoftenngasse                                               | KG: Obergänserndorf Standort | Die einseitige Einzelkellergasse befindet sich an einer Geländekante im nordwestlichen Hintaus. Auf 300 Metern Länge besteht sie aus 38 Gebäuden, davon 26 Keller, teils in Schildmauerform, teils traufständig. Die meisten Keller sind erneuerungsbedürftig oder verfallen. Die älteste Datierung ist von 1836. |
| BW   | Datei hochladen | Hohlgasse                                                  | KG: Obergänserndorf Standort | Die beidseitige Einzelkellergasse liegt in einem Graben westlich knapp außerhalb der Ortschaft. Auf 200 Metern Länge besteht sie aus 22 Gebäuden, davon 20 Keller in unterschiedlichen Bauformen. Die älteste Datierung ist von 1903. |
| BW   | Datei hochladen | Kellergasse                                                | KG: Obergänserndorf Standort | Die 100 Meter lange einseitige Einzelkellergasse befindet sich an einer Geländekante, ursprünglich südöstlich außerhalb der Ortschaft, heute umgeben von neuen Wohnbauten. |
| BW   | Datei hochladen | Plattenweg                                                 | KG: Obergänserndorf Standort | Drei traufständige Keller befinden sich an einer Geländekante am westlichen Ortsrand. |
| BW   | Datei hochladen | Schwemmgasse                                               | KG: Obergänserndorf Standort | Die einseitige Einzelkellergasse liegt an einer Geländekante am nordwestlichen Ortsrand. Auf 300 Metern Länge umfasst sie 20 Keller, mehrheitlich in Schildmauerform, einige traufständig. Etwa die Hälfte der Keller ist erneuerungsbedürftig. |
| BW   | Datei hochladen | Seitweg                                                    | KG: Obergänserndorf Standort | Die einseitige Einzelkellergasse liegt westlich außerhalb der Ortschaft an einer Geländekante. Auf 100 Metern Länge besteht sie aus 12 Kellern, teils in Schildmauerform, teils traufständig, und überwiegend erneuerungsbedürftig. Die älteste Datierung ist von 1900. |
| BW   | Datei hochladen | Kellergasse (inkl. Ziegeleigasse, Fasangarten, Kogelgasse) | KG: Rückersdorf Standort     | Das insgesamt 1200 Meter lange Kellergassensystem befindet sich im Nordwesten des Orts. Es besteht aus einer einseitigen Kellerreihe an einer Geländekante an der nordwestlichen Ortsausfahrt (Ziegeleigasse), südlich davon schließen sich einige Keller im Hintaus an, in einem südlich davon nach Westen führenden Hohlweg befinden sich beidseitig Keller, und südlich davon befinden sich im Hintaus noch einige weitere Keller (Koglgasse, Fasangarten). Insgesamt befinden sich hier 111 Gebäude, davon 93 Keller. Fast zwei Drittel der Keller haben Schildmauerform, etwa ebenso viele sind erneuerungsbedürftig oder verfallen. Die älteste Datierung stammt von 1819. |
| BW   | Datei hochladen | Laaer Straße                                               | KG: Rückersdorf Standort     | Die einseitige Einzelkellergasse liegt an einer Geländekante im südwestlichen Ortsbereich. Sie umfasst auf 250 Metern Länge 29 Gebäude, davon 23 Keller in unterschiedlichen Bauformen. Mehr als die Hälfte der Keller sind erneuerungsbedürftig. Die älteste Datierung ist von 1794. |
| BW   | Datei hochladen | Am Kogelberg                                               | KG: Rückersdorf Standort     | Teils an einer Geländekante, teils in einem Hohlweg befinden sich ein paar Keller westlich außerhalb des Orts. |
| BW   | Datei hochladen |                                                            | KG: Rückersdorf Standort     | Teils in Hanglage, teils in einem Hohlweg befinden sich 22 Keller auf insgesamt 200 Metern Länge südwestlich knapp außerhalb des Orts. Etwa zwei Drittel der Keller sind erneuerungsbedürftig. Die älteste Datierung ist von 1819. |
| BW   | Datei hochladen | Kellergasse                                                | KG: Rückersdorf Standort     | Kellergasse mit westlich in den Hang eingegrabenen Kellerröhren und Presshäusern. |
| BW   | Datei hochladen | Mardergasse                                                | KG: Rückersdorf Standort     | Die Einzelkellergasse liegt in einem Graben nördlich außerhalb des Orts und besteht ausschließlich aus Kellern in Schildmauerform. |
| BW   | Datei hochladen | Kellergasse                                                | KG: Seebarn Standort         | Das einseitige Einzelkellergasse befindet sich an einer Geländekante südöstlich außerhalb des Dorfs. Auf 350 Metern Länge besteht sie aus 36 Kellern, davon die Hälfte in Schildmauerform. Fast zwei Drittel der Keller sind erneuerungsbedürftig. Die älteste Datierung ist von 1890. |
| ja   | Datei hochladen | Kellergasse, Am Schubertbrunnen                            | KG: Würnitz Standort         | Das beidseitige Kellergassensystem wurde ursprünglich am südlichen Dorfrand angelegt, befindet sich heute aber mitten im Siedlungsgebiet. Schmidbaur zählte auf 350 Metern Länge 36 Gebäude, davon 31 Keller, überwiegend in Schildmauerform. Etwa zwei Drittel der Keller waren erneuerungsbedürftig oder verfallen. Durch die seither errichteten neuen Wohnhäuser dürften einige Keller verschwunden sein. |

| Foto:                    | Fotografie der Kellergasse (Gesamtheit). Klicken des Fotos erzeugt eine vergrößerte Ansicht. Daneben finden sich zwei Symbole: \| Weitere Bilder vorhanden \| Das Symbol bedeutet, dass weitere Fotos des Objekts verfügbar sind. Durch Klicken des Symbols werden sie angezeigt. \| \| Eigenes Foto hochladen \| Durch Klicken des Symbols können weitere Fotos des Objekts in das Medienarchiv Wikimedia Commons hochgeladen werden. \| |
| Name:                    | Bezeichnung der Kellergasse |
| Standort:                | Es ist die Katastralgemeinde (KG) angegeben. Durch Aufruf des Links Standort wird die Lage der Kellergasse in verschiedenen Kartenprojekten angezeigt. |
| Beschreibung             | Kurze Beschreibung der Kellergasse |
| Weitere Bilder vorhanden | Das Symbol bedeutet, dass weitere Fotos des Objekts verfügbar sind. Durch Klicken des Symbols werden sie angezeigt. |
| Eigenes Foto hochladen   | Durch Klicken des Symbols können weitere Fotos des Objekts in das Medienarchiv Wikimedia Commons hochgeladen werden. |